# Хапоель (Акко)
Футбольний клуб «Хапоель» (Акко) або просто «Хапоель» (івр. מועדון כדורגל הפועל עכו) — професіональний ізраїльський футбольний клуб з міста Акко. Зараз команда виступає в Лізі Леуміт.

## Історія
Заснований в 1946 році, спочатку клуб виступав у нижчих дивізіонах ізраїльського чемпіонату, допоки в сезоні 1962/63 років не став переможцем Північної групи Ліги Бет і не здобув путівки до Ліги Алеф, на той час — другого дивізіону чемпіонату Ізраїлю. В сезоні 1973/74 років команда стала переможцем Північної зони Ліги Алеф. Проте Ізраїльська футбольна асоціація вирішила провести серію плей-оф за участю найкращих клубів з Ліги Алеф, і лише 2 найкращі клуби, за результатами цього плей-оф, отримували путівки до Ліги Леуміт, оскільки «Хапоель» (Акко) посів 5-те (з 6-ти команд-учасниць) місце, то він не здобув путівки до Ліги Леуміт.
Після другого місця за підсумками сезону 1974/75 років, «Хапоель» в сезоні 1975/76 років став переможцем Північної групи Ліги Алеф та вперше в своїй історії вийшов до вищого дивізіону ізраїльського чемпіонату. В своєму дебютному сезоні у вищій лізі національного чемпіонату команда з Акко посіла 11-те місце (серед 16-ти команд-учасниць), але вже в наступному ж чемпіонаті клуб здобув лише дві перемоги, через що вилетів до Ліги Арцзіт, новоствореного другого дивізіону чемпіонату Ізраїлю. Ця поява у вищому дивізіоні виявилася останньою протягом наступних 31-го року. 
А в сезоні 1982/83 років команда вилетіла до Ліги Алеф, на той час третього дивізіону національного чемпіонату. До Ліги Арцзіт «Хапоель» повернувся за підсумками сезону 1984/85 років, після перемоги в плей-оф за право підвищитися в клубу «Лазар» (Голон) й продовжував виступати в другому дивізіоні до завершення сезону 1987/88 років, допоки команда не фінішувала в нижній частині турнірної таблиці й не повернулася вдруге протягом своєї історії до Ліги Алеф.
У сезоні 1998/99 років команда вийшла до Лги Арціт (новий третій дивізіон, після створення влітку Прем'єр-ліги). Тим не менше, в сезоні 2003/04 років клуб фінішував на другому місці та знову повернувся до Ліги Леуміт. У сезоні 2005/06 років «Хапоель» виграв свій перший трофей, завоювавши Кубок Тото другого дивізіону після перемоги в фіналі у серії післяматчевих пенальті з рахунком 3:0 (після нульовою нічиєю в основний час). У сезоні 2008/09 років команда фінішувала на другому місці та вийшла до Прем'єр-ліги.
У сезоні 2010/11 років клуб продемонстрував свій найкращий на сьогодні результат, посівши 8-ме місце у Прем'єр-лізі.
3 червня 2013 року було підписано угоду між ФК «Хапоель» (Акко) та муніципалітетом Акко, і в результаті, муніципалітет призначив нове керівництво клубу.
У сезонах 2012/13 та 2014/15 років клуб завершив регулярну частину сезону у нижній частині турнірної таблиці. Проте в обох випадках вони уникли вильоту до нижчого дивізіону, після перемоги в плей-оф за право збереження місця в лізі. У сезоні 2015/16 років клуб вдруге посів передостаннє місце в чемпіонаті та вилетів до Ліги Леуміт, вперше після семи поспіль сезонів у вищому дивізіоні.

## Досягнення

### Чемпіонат
| Нагорода                      | Кількість | Роки             |
| ----------------------------- | --------- | ---------------- |
| Ліга Леуміт (перший дивізіон) | 2         | 1973/74, 1975/76 |
| Ліга Алеф (другий дивізіон)   | 1         | 1962/63          |

### Кубок
| Досягнення                   | Кількість | Роки    |
| ---------------------------- | --------- | ------- |
| Кубок Тото (другий дивізіон) | 1         | 2005/06 |
| Суперкубок (другий дивізіон) | 1         | 1976    |

## Стадіон
Історично домашнім стадіоном клуб був 5 000-тисячний «Наполеон» в Акко. У той час як на стадіоні відбувалася реконструкція, команда виступала в місті Назарет-Ілліт на «Зеленому стадіоні» разом з клубом «Хапоель» (Назарет-Ілліт) в сезонах 2009/10 та 2010/11 років. Протягом першого місяця сезону 2011/12 років команда виступала на стадіоні «Ілут» у місті Ілут, поряд з Назаретом у північній частині Ізраїлю, допоки не переїхала на свій новий Муніципальний стадіон Акко.

## Відомі гравці
- Аді Готліб
- Аднан Захирович
- Леонардо Алейшо да Коста
- Дмитро Рижук
- Хамді Саліхі

## Відомі тренери
- Момі Зафран (2006)
- Ярон Хошенбойм (2007 – 27 травня 2010)
- Елі Коен (1 липня 2010 – 13 травня 2012)
- Шимон Едрі (1 липня 2012 – 1 січня 2013)
- Ювал Наїм (27 січня 2013 – 27 січня 2014)
- Алон Харазі (27 січня 2014 – 5 січня 2015)
- Шломі Дора (8 січня 2015 – травень 2015)
- Ярон Хошенбойм (28 червня 2015 – травень 2016)
- Момі Зафран (2016)
- Шломі Дора (31 травня 2016–теперішній час)